# Warhammer 40,000: Chaos Gate
Warhammer 40,000: Chaos Gate – komputerowa gra strategiczna wydana 31 października 1998 roku przez firmę Strategic Simulations, Inc. osadzona w świecie Warhammer 40,000. Gra jest strategią turową z izometrycznym widokiem pola bitwy. W rozgrywce gracz staje po stronie Imperium dowodząc kilkoma oddziałami Ultramarines walcząc z siłami Chaosu. Do wykonania dostępnych jest 15 misji głównych i kilka pobocznych. Potyczki rozgrywają się zarówno na otwartych przestrzeniach, jak i w budynkach.